# معصوم فردیس
معصوم فردیس از متخصصین مخابرات ایرانی است. فردیس که در دولت سید محمد خاتمی قائم مقام رئیس مرکز تحقیقات مخابرات و مدیر پروژه انتخاب اپراتور دوم تلفن همراه بود با روی کار آمدن دولت محمود احمدی‌نژاد با حفظ سمت، معاون وزیر ارتباطات و فناوری اطلاعات و همچنین رئیس سازمان تنظیم مقررات و ارتباطات رادیویی شد. او در این مقام از برجسته‌ترین مقامات مخابرات ایران بود و مسئولیت طرح اپراتور دوم تلفن همراه ایران را بر عهده داشت. در ابتدا شرکت ترکیه‌ای ترک‌سل قرار بود این طرح که بزرگترین طرح ارتباطی ایران برآورد شده بود را انجام دهد ولی مخالفت‌های امنیتی جلوی آن را گرفت. فردیس به خاطر مخالفت با تعویض این اپراتور در نوروز ۱۳۸۵ دستگیر شد. فردیس در دادگاه بدوی به خاطر جاسوسی به شش سال زندان محکوم شد، ولی در دیوان عالی کشور این حکم نقض شد ولی با این حال او در زندان باقی ماند. او دارای مدرک دکترا است. فردیس در مرداد ۱۳۹۱ با عفو رهبری به مناسبت عید فطر آزاد شد.